# Katolická církev v Kamerunu
Katolická církev v Kamerunu je křesťanské společenství v jednotě s papežem. Ke katolicismu se v Kamerunu republice hlásí asi 4,65 milióny obyvatel, tzn. asi 25% populace.

## Historie
Dějiny katolické církve v Jižní Africe sahají do roku 1892, kdy KOngregace propagandy zřídila apoštolskou prefekturu Kamerun, ketrou svěřila německým palottinům. V letech 1985 a 1995 navštívil zemi papež Jan Pavel II., roku 2009 papež Benedikt XVI.

## Církevní struktura
V Kamerunu je 5 metropolitních diecézí, mezi něž je rozděleno dalších 21 sufragánních diecézí. Liturgickou řečí jsou francouzština a angličtina.
- Arcidiecéze Bamenda
  - Diecéze Buéa
  - Diecéze Kumba
  - Diecéze Kumbo
  - Diecéze Mamfe
- Arcidiecéze Bertoua
  - Diecéze Batouri
  - Diecéze Doumé–Abong' Mbang
  - Diecéze Yokadouma
- Arcidiecéze Douala
  - Diecéze Bafang
  - Diecéze Bafoussam
  - Diecéze Edéa
  - Diecéze Eséka
  - Diecéze Nkongsamba
- Arcidiecéze Garoua
  - Diecéze Maroua-Mokolo
  - Diecéze Ngaoundéré
  - Diecéze Yagoua
- Arcidiecéze Yaoundé
  - Diecéze Bafia
  - Diecéze Ebolowa
  - Diecéze Kribi
  - Diecéze Mbalmayo
  - Diecéze Obala
  - Diecéze Sangmélima

## Biskupská konference
Všichni katoličtí biskupové v zemi jsou členy Kamerunské národní biskupské konference (Conférence Episcopale Nationale du Cameroun, CENC). Biskupská konference je členem Asociace biskupských konferencí oblasti střední Afriky (Association des Conférences Episcopales de la Région de l'Afrique Central, ACERAC)  a celoafrického Sympozia biskupských konferencí Afriky a Madagaskaru.

### Seznam předsedů kamerunské biskupské konference
- Jean Zoa, arcibiskup Yaoundé (1962 – 1976)
- Paul Verdzekov, arcibiskup Bamenda (1976 – 1982)
- Jean Zoa, arcibiskup Yaoundé (1982 – 1985)
- Christian Wiyghan Tumi, kardinál a arcibiskup Garoua (1985 – 1991)
- Jean–Baptiste Ama, biskup Ebolowa–Kribi (1991 – 1994)
- André Wouking, biskup Bafoussam a arcibiskup Yaoundé (1994 – 2000)
- Cornelius Fontem Esua, biskup Kumbo (2000 – 2004)
- Simon–Victor Tonyé Bakot, arcibiskup Yaoundé ( 2004 – 2013)
- Samuel Kleda, arcibiskup Douala ( 2013 – 2019)
- Abraham Boualo Kome, biskup Bafang, od 2019

## Nunciatura
Svatý stolec je v Kamerunu reprezentován od roku 1966 apoštolským nunciem. Nyní tuto funkci zastává Julio Murat.